# باد غريغوري
باد غريغوري هو سياسي كندي، ولد في 9 مارس 1926 في تورونتو في كندا، وتوفي في 17 يونيو 2016 في كندا. حزبياً، نشط في حزب أونتاريو المحافظ التقدمي. وقد انتخب عضو برلمان مقاطعة أونتاريو.